# Dolichovespula
Dolichovespula és un gènere d'himenòpters apòcrits de la família dels vèspids (Vespidae) que inclou vespes eusocial distribuïdes àmpliament per l'Hemisferi nord. Hi ha espècies de color groc i negre, però també n'hi ha de blanques i negres, com Dolichovespula maculata.

## Característiques
Dolichovespula es pot distingir dels membres del seu tàxon germà Vespula per una sèrie de diferències morfològquies. La més remarcada és la cara llarga (dolikhos = llarg Gr.). Vistes des de davant, les cares de Dolichovespula són llargues, mentre que les de Vespula són curtes i rodones. L'espai ocula-malar és la distància entre els ulls i les mandíbules; en Dolichovespula l'espai és llarg, en Vespula curt.
Els nius de Dolichovespula són generalment aeris mentre que els de Vespula són subterranis.

## Taxonomia
- Dolichovespula adulterina (Buysson, 1905)
- Dolichovespula alpicola Eck 1984
- Dolichovespula arenaria (Fabricius, 1775)
- Dolichovespula asiatica Archer, 1981
- Dolichovespula baileyi Archer, 1987
- Dolichovespula carolina (Linnaeus, 1767)
- Dolichovespula flora Archer, 1987
- Dolichovespula kuami Kim, 1996
- Dolichovespula lama (Buysson, 1903)
- Dolichovespula maculata (Linnaeus, 1763)
- Dolichovespula media (Retz., 1783)
- Dolichovespula norvegicoides (Sladen, 1918)
- Dolichovespula norwegica (Fabricius 1781)
- Dolichovespula omissa (Bischoff, 1931)
- Dolichovespula pacifica (Bir., 1930)
- Dolichovespula panda Archer, 1980
- Dolichovespula saxonica (Fabricius, 1793)
- Dolichovespula silvestris (Scopoli, 1763)
- Dolichovespula stigma Lee 1986
- Dolichovespula sylvestris (Scopoli, 1763)
- Dolichovespula xanthicincta Archer, 1980

## Referències

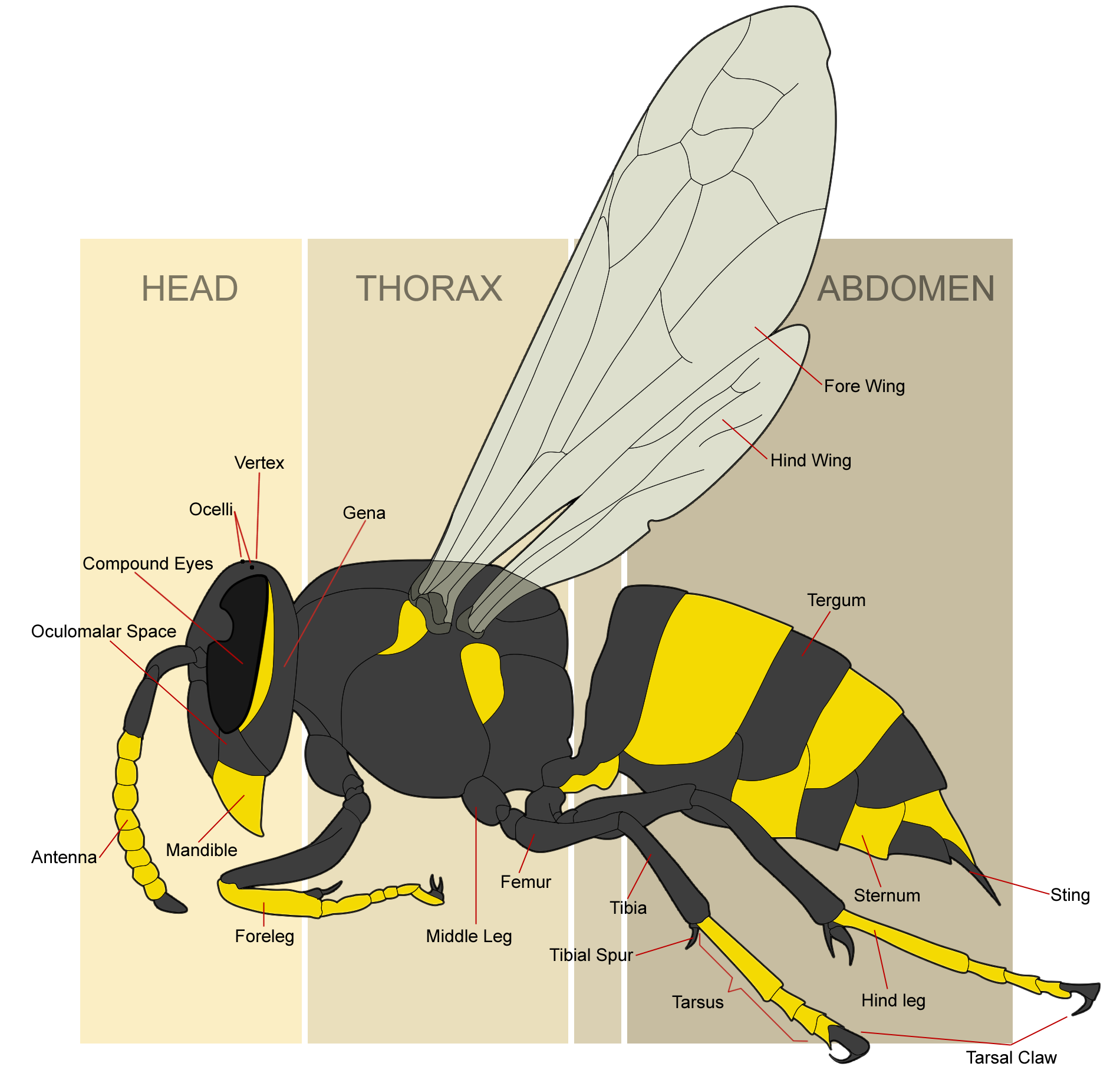
Figura mostrant l'espai oculo-malar